# Artigas (forskningsstation)
Artigas-stationen (spanska: Base Científica Antártica Artigas (BCAA)) är en uruguayansk forskningsstation på King George Island (Sydshetlandsöarna) i Antarktis. Stationen öppnades 22 december 1984 och är bemannad året om. Under vintern kan åtta personer bo på stationen, under sommaren upp till 60. Den drivs av Instituto Antártico Uruguayo.
Närmaste befolkade plats är Base Presidente Eduardo Frei Montalva, 6,4 km väster om Artigas Base.